# バッサーノ・ブレシャーノ
バッサーノ・ブレシャーノ（伊: Bassano Bresciano）は、イタリア共和国ロンバルディア州ブレシア県にある、人口約2,300人の基礎自治体（コムーネ）。

## 地理

### 位置・広がり

#### 隣接コムーネ
隣接するコムーネは以下の通り。
- マネルビオ
- ポンテヴィーコ
- サン・ジェルヴァージオ・ブレシャーノ
- ヴェロラヌオーヴァ

### 地震分類
イタリアの地震リスク階級 (it) では、3 に分類される
。